# كاثرين هان
كاثرين هان (بالإنجليزية: Kathryn Hahn)‏ (مواليد 23 يوليو 1973 في إلينوي، الولايات المتحدة)، هي ممثلة أمريكية بدأت مسيرتها الفنية عام 1999.

## المسيرة الفنية
ولدت هان في وست تشتر لعائلة من أصول ألمانية وأيرلندية وإنجليزية، ذات ديانة كاثوليكية. ونشأت في مدينة كليفلاند هايتس (أوهايو).
التحقت بجامعة نورث وسترن وحصلت على درجة البكالوريوس بالمسرح منها، ثم التحقت بجامعة ييل.

## الأعمال

### أفلام
- كيف تخسرين رجلا في 10 أيام (2003)
- الفوز بموعد مع تيد هاملتون! (2004)
- المذيع: أسطورة رون بورغاندي (2004)
- إخوة غير أشقاء (2008)
- الطريق الثوري (2008)
- كيف تعرف (2010)
- حب السفر (2012)
- نحن آل ميلز (2013)
- هي مضحكة بتلك الطريقة (2014)
- أرض الغد (2015)
- ذا دي تراين (2015)
- أمهات سيئات (2016)
- فندق ترانسلفانيا 3 (2018)

## وصلات خارجية
- كاثرين هان على موقع IMDb (الإنجليزية)
- كاثرين هان على موقع ميتاكريتيك (الإنجليزية)
- كاثرين هان على موقع روتن توميتوز (الإنجليزية)
- كاثرين هان على موقع ألو سيني (الفرنسية)
- كاثرين هان على موقع ميوزك برينز (الإنجليزية)
- كاثرين هان على موقع أول موفي (الإنجليزية)
- كاثرين هان على موقع قاعدة بيانات برودواي على الإنترنت (الإنجليزية)
- كاثرين هان على موقع قاعدة بيانات الأفلام السويدية (السويدية)
- كاثرين هان على موقع إن إن دي بي (الإنجليزية)
- كاثرين هان على موقع قاعدة بيانات الفيلم (الإنجليزية)